# Marie-Florence Candassamy
Marie-Florence Candassamy (París, 26 de febrero de 1991) es una deportista francesa que compite en esgrima, especialista en la modalidad de espada.
Participó en dos Juegos Olímpicos de Verano, obteniendo una medalla de plata en París 2024, en la prueba por equipos (junto con Auriane Mallo, Coraline Vitalis y Alexandra Louis-Marie), y el séptimo lugar en Río de Janeiro 2016, en la misma prueba.
Ganó dos medallas de oro en el Campeonato Mundial de Esgrima, en los años 2023 y 2025, y seis medallas en el Campeonato Europeo de Esgrima entre los años 2014 y 2024. En los Juegos Europeos de Cracovia 2023 consiguió una medalla de oro en la prueba por equipos.

## Palmarés internacional
| Juegos Olímpicos   | Juegos Olímpicos      | Juegos Olímpicos  | Juegos Olímpicos   |
| Año                | Lugar                 | Medalla           | Prueba             |
| ------------------ | --------------------- | ----------------- | ------------------ |
| 2024               | París (Francia)       | Medalla de plata  | Espada por equipos |
| Campeonato Mundial |                       |                   |                    |
| Año                | Lugar                 | Medalla           | Prueba             |
| 2023               | Milán (Italia)        | Medalla de oro    | Espada individual  |
| 2025               | Tiflis (Georgia)      | Medalla de oro    | Espada por equipos |
| Juegos Europeos    |                       |                   |                    |
| Año                | Lugar                 | Medalla           | Prueba             |
| 2023               | Cracovia (Polonia)    | Medalla de oro    | Espada por equipos |
| Campeonato Europeo |                       |                   |                    |
| Año                | Lugar                 | Medalla           | Prueba             |
| 2014               | Estrasburgo (Francia) | Medalla de plata  | Espada individual  |
| 2016               | Toruń (Polonia)       | Medalla de plata  | Espada por equipos |
| 2018               | Novi Sad (Serbia)     | Medalla de oro    | Espada por equipos |
| 2019               | Düsseldorf (Alemania) | Medalla de plata  | Espada individual  |
| 2022               | Antalya (Turquía)     | Medalla de oro    | Espada por equipos |
| 2024               | Basilea (Suiza)       | Medalla de bronce | Espada por equipos |